# المناطق الزمنية العربية

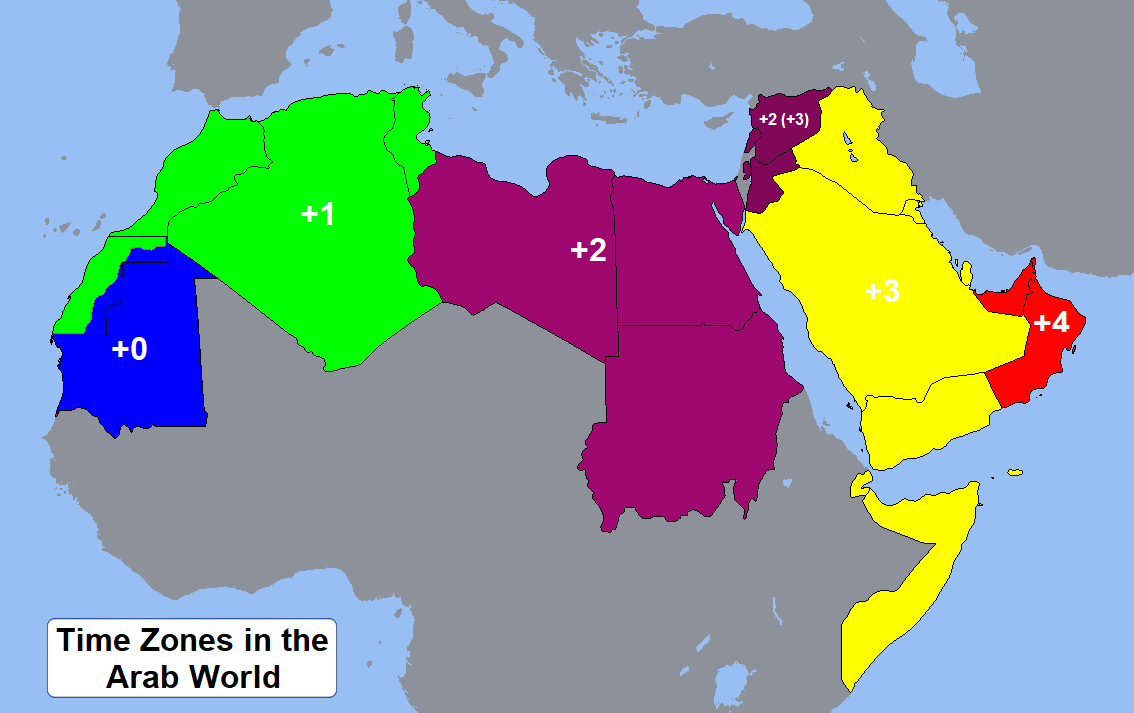
المناطق الزمنية الخمس في الوطن العربي

المناطق الزمنية في الدول العربية، تتوزع الدول العربية على خمس مناطق زمنية مختلفة قياسا للتوقيت الدولي الذي يبدأ عند خط الطول غرينيتش وهي مقسمة كالتالي:
1. المنطقة الأولى وفيها المغرب وموريتانيا وهي تقع على خط غرينتش وزمن قدره 0 نسبة لخط غرينتش.
2. المنطقة الثانية وفيها تونس والجزائر وهي تقع شرق خط غرينتش وزمن قدره +1 نسبة لخط غرينتش.
3. المنطقة الثالثة وفيها سوريا ولبنان والأردن وفلسطين ومصر والسودان وليبيا وهي تقع شرق خط غرينتش وزمن قدره +2 نسبة لخط غرينتش.
4. المنطقة الرابعة وفيها المملكة العربية السعودية واليمن وقطر والبحرين والكويت والعراق وجزر القمر والصومال وهي تقع شرق خط غرينتش وزمن قدره +3 نسبة لخط غرينتش.
5. المنطقة الخامسة وفيها الإمارات العربية المتحدة وسلطنة عمان وهي تقع شرق خط غرينتش وزمن قدره +4 نسبة لخط غرينتش.

## توقيت عالمي منسق
ويعتبر التوقيت عند خط غرينتش هو بداية التوقيت بنظام التوقيت العالمي المنسق (UTC) ويحسب بنفس الطريقة أعلاه فعلى سبيل المثال يكون التوقيت في سلطنة عمان +4 UTC عند التوقيت 0 UTC عند خط غرينتش.

## روابط خارجية
- موقع توقيت جرينتش الرسمي
- الساعة الان